# أنطونيو هايز
أنطونيو هايز (بالإنجليزية: Antonio Hayes) هو سياسي أمريكي، ولد في 9 ديسمبر 1977 في الولايات المتحدة. حزبياً، نشط في الحزب الديمقراطي. وقد انتخب عضو مجلس النواب لولاية ماريلند.